# Мессажье, Жан
Жан Мессажье (фр. Jean Messagier; 13 июля 1920[…], XVII округ Парижа — 10 сентября 1999[…], Монбельяр) — французский художник, скульптор, гравёр и поэт.
Жан Мессажье провел свою первую персональную выставку в Париже в Galerie Arc-en-Ciel в 1947 году. С 1945 по 1949 год художник работал под влиянием творчества Пабло Пикассо, Андре Массона, Пауля Клее и Франсуа Денуайе, его профессора в Высшей национальной школе декоративных искусств в Париже. Мессажье снова был представлен публике на выставке, организованной Шарлем Этьеном в Galerie de Babylone в 1952 году, под названием «La Nouvelle École de Paris» (Новая школа Парижа). В следующем году Мессажье сознательно отошёл от своей экспрессионистской формы пост-кубизма; источником его вдохновения теперь стало творчество Жана Фотрие и Пьере Таль-Коата.
Жан Мессажье часто ассоциируется с лирической абстракцией, ташизмом, нуагизмом и информализмом, хотя сам художник никогда не принимал никаких ярлыков и всегда отказывался признавать различие между абстракцией и фигуративностью. С 1962 года и до года своей смерти Жан Мессажье выставлялся во Франции и за рубежом, принимая участие в некоторых крупных международных выставках в качестве представителя новых направлений французской живописи.

## Жизнь и карьера
Жан Мессажье провел свое детство в 1920—1930-х годах между Парижем и Франш-Конте, где он практиковал свои первые изобразительные акварели и рисунки, а также портреты и пейзажи. Сначала он выставлял свои работы на групповой выставке в парижском Salon des Moins de Trente Ans (1941), а затем регулярно участвовал в парижских салонах: Salon des Moins de Trente Ans, Париж, 1941-51; Осенний салон, 1947-52; Salon de Mai, 1948-53; Jeune Gravure Contemporaine, 1950; Молодые художники Парижской школы, Королевская шотландская академия, Эдинбург, 1952; Mostra dell’Incisione Francese Contemporanea, Милан, 1953; Galerie L’Etoile scellée и Galerie Craven, Париж, 1953.
Вскоре Мессажье был представлен на групповых выставках в Германии, Цюрихе, Флоренции, Брюсселе, Лондоне и музее Соломона Р. Гуггенхайма в Нью-Йорке. Он также будет участвовать в работе Salon des Réalités Nouvelles, Salon Comparaisons, Peinture informelle (наряду с Жаном Фотрие, Гансом Хартунгом, Жаном-Полем Риопелем, Марком Тоби, Вольсом).
После учёбы в Монбельяре переехал в Париж, где продолжил образование В парижской Национальной школе декоративных искусств его преподавателями были Ролан Удо, Морис Брианшон, Раймон Лего и Франсуа Денуайе. Параллельно он учился у поэта Поля Валери в Коллеж де Франс. В 1943 году в возрасте 23 лет Жан Мессажье провел свою первую персональную выставку в замке Монбельяр.
В 1944 году Жан Мессажье женился на керамистке Марселле Бауманн. В 1947 году Мессажье создал свои первые скульптуры, выставив их на Осеннем салоне в Париже, и провел персональную выставку в Galerie Arc-en-Ciel в Париже. После недолгого пребывания в Италии и Алжире у них родился первый ребёнок, Мэтью (позже ставший поэтом) в 1949 году.
В 1952 году в галерее де Вавилон Мессажье провел выставку «La Nouvelle École de Paris» (Новая школа Парижа), организованную Шарлем Этьеном, художественным критиком, который станет ярким представителем нового лирического и экспрессионистского движения. Этьен признал Мессажье Робинзоном Крузо в послевоенном движении.
Messagier стал соучредителем Salon d’Octobre в Париже и выставлялся там в 1952 и 1953 годах. В 1954 году Марсель родила художнику второго сына. В это время семья жила в самом сердце Парижа, 8 Rue Pierre et Marie Curie. В 1958 году родился их третий сын Симон. К этому времени в прессе появился новый словарь, описывающий новые направления живописи: лирическую абстракцию, ташизм, нуагизм и информализм.
Аллюзивные и растворенные формы, которые он рисовал до настоящего времени, уступили место огромным неопределенным участкам монохромного цвета, выражая непоколебимую приверженность Мессажье природе, воздуху и свету. С годами его стиль стал ещё более свободным, достигнув своего апогея в 1960-х годах с широкими и элегантными «вращениями». Эти работы напоминают сеть петель или облаков (nuages), которые неутомимо сливаются и смешиваются.
В 1962 году Жан Мессажье представлял Францию на 31-й Венецианской биеннале вместе с Альфредом Манесье, Сержем Поляковым, Эндрю Марфаингом и Джеймсом Гюиттом. В том же году Жан Мессажье и Пьер Алешинский, впервые встретившиеся в 1953 году, нарисовали полотно, украшенное фразами, написанными искусствоведом Шарлем Этьеном.
Между 1963 и 1965 годами Мессажье создавал скульптуры из травы, рисунки снега и завоевал медаль за участие в конкурсе Pour un été, La Monnaie de Paris. Во время 8-й художественной биеннале в Сан-Паулу Мессажье представлял Францию вместе с четырьмя другими художниками. В 1967 году он участвовал в выпуске серии художественных почтовых марок и стал одним из создателей фрески для Salon de Mai в Париже. Он был произведён в кавалеры ордена искусств и литературы и в 1978 году выставлялся на 7-й Александрийской биеннале для стран Средиземноморья.
Зимой 1969 года Мессажье разработал технику, которую он назвал «le Gel». Она была призвана усовершенствовать композиции тем, что сама природа (например, температура, гидрометрия, конденсация и разложение) будет вмешиваться в творческий процесс. Эти картины создавались за пределами его мастерской в Мулен-де-Лугре между двумя ручьями, где неподвижность земли сочеталась с бурным движением воды и воздуха. Для художника этот процесс был эквивалентен лепке воздуха, и работы стали точными копиями воздуха, находящегося под воздействием жидкости. Его целью было примирение между искусством и жизнью, между человеком и природой. И абстракция, и форма могут сыграть свою роль. Это было не противопоставление человеческой натуры самой природе, а их слияние. С начала 1950-х Мессажье поставил под сомнение полезность обсуждения концепций абстракции и фигуративности.

## Наследие
Мессажье, вне абстракции и за гранью воображения, погрузился в мир жизни и природы. Его стиль — это жизнь, его краски под впечатлением и ощущением природы. Его работа была описана критиком Жаном-Люком Давалем как «истинная новая фигуративность». В ответ на фразу Пикассо «Я не ищу, я нахожу», Мессажье написал за несколько лет до конца своей жизни: «Я не нахожу, я ищу». В этой фразе, пишет Александр Ролла, «Жан Мессажье дает некоторые подсказки о природе стиля», позицию, которую он защищал на протяжении всей своей жизни и которую он наблюдал на протяжении всего своего творчества, «извилистый путь, который следует изучить сегодня, чтобы рассмотреть, наконец, важность этой работы в истории искусства».

## Избранные произведения
- Nature morte (1944-45), частная коллекция
- Les Arroseurs (1947), частная коллекция
- Femmes aux Nasses (1947), частная коллекция, Париж
- Promeneurs (1947), частная коллекция
- Jeune Filles a la Casacade (1949), частная коллекция
- La Rivière (1951), Дижон, Музей изящных искусств
- Верхняя набережная (1954), Дижон, Музей изящных искусств
- Plaine battante (1956), Гренобль, Музей Гренобля
- Novembre cerné (1959), Витри-сюр-Сен, Музей современного искусства Валь-де-Марн
- Антихамбр для воды (1960), Дижон, Музей изящных искусств
- Mai Palier (1962), Витри-сюр-Сен, Музей современного искусства Валь-де-Марн
- Sous les statues d’Italie (1963), Дижон, Музей изящных искусств
- Театр марионеток (1963), Дижон, Музей изящных искусств
- Поль Валери (1965), Дижон, Музей изящных искусств
- Людовик XIV l’apres midi (1966), частная коллекция
- Людовик XIV (1966), Дижон, Музей изящных искусств
- Aube Bijoux (1967), Дижон, Музей изящных искусств
- Printemps du monde (1967), Дижон, Музей изящных искусств
- Monstres d'été (1967), частная коллекция
- Mesdemoiselles Printemps (1968), Марсель, Музей Кантини
- Le Sexe des vallées (1970), Дижон, Музей изящных искусств
- Портрет де Катлин и Пьер Гранвиль (1973), Дижон, Музей изящных искусств
- Проект за штрафные санкции (1975), Марсель, Музей Кантини
- Picasso aurait drait pêcher à Antibes ave les les Marsupilamis et Betty Boop (1982), Antibes, Musée Picasso
- Ватерлоо на Яве (1983), частная коллекция
- Le Grand équipage du Val-de-Marne (1986), Витри-сюр-Сен, Музей современного искусства в Валь-де-Марне
- Les grands grillons (1990), частная коллекция
- Enchevêtrements dirigés (1993), Музей современного искусства Валь-де-Марн